# Joseph Michael Linsner
Compléments
Dawn
Joseph Michael Linsner, né le 13 décembre 1968 dans le Queens, à New York (États-Unis), est un illustrateur, dessinateur et scénariste de comics américain. 

## Publications
- Mystique (X-Men) (Marvel)
- Dawn (comics) (Sirius Entertainment)
  - Adelle, Dieu, Lucifer, Darrian Ashoka
  - Cry for Dawn
- Dawn: Three Tiers (Image Comics)
- Crypt Of Dawn (Sirius Entertainment)
- Dark Ivory
- Conan le Barbare (Dark Horse)
- Conan the Cimmerian (Dark Horse)
- Girls & Goddesses, The Pinup book Art Of Joseph Michael Linsner
- Convention Sketchbook Dawn (Image Comics)
- Killraven
- Ligue de justice d'Amérique
- Witchblade/Le Punisher (crossover)
- Our Gods Wear Spandex